# جون دوغال
جون دوغال هو سياسي أمريكي، ولد في 2 أبريل 1966 في لوس أنجلوس في الولايات المتحدة. نشط حزبياً في الحزب الجمهوري. وقد انتخب عضو مجلس نواب ولاية يوتا ‏.